# Kobresia harae
Kobresia harae är en halvgräsart som beskrevs av Rajbh. och Hideaki Ohba. Kobresia harae ingår i släktet sävstarrar, och familjen halvgräs.
Artens utbredningsområde är Nepal. Inga underarter finns listade i Catalogue of Life.